# Chantal Chawaf
Chantal Chawaf (Parigi, 15 novembre 1943) è una scrittrice francese.

## Biografia
Nel 1974, ha pubblicato il suo primo libro nella nuova casa edditricce Éditions des Femmes , creata da Antoinette Fouque durante il M.L.F, il movimento femminista in Francia. Il primo racconto di Chantal Chawaf, "Retable : la rêverie", inaugura quello che la critica dell'epoca ha chiamato "écriture féminine" Femminismo#Il femminismo francese: il pensiero della differenza. I libri di quel periodo sono anche Cercœur (1975) e Maternité (1979).
Chawaf esplora i temi della relazione madre-figlia, della coppia, della violenza e della follia, e utilizza il potenziale del linguaggio e della scrittura per liberare il pezzo non verbalizzato del corpo e della feminità. . Il termine d'"autofizione" è stato utilizzato per qualificare una parte della sua opera..

## Opere
- Retable. La rêverie, editions des femmes, 1974
- Cercœur, Mercure de France, 1975
- Chair chaude (théâtre, essai), Mercure de France, 1976
- Blé de semence, Mercure de France, 1976
- Le Soleil et la Terre, Éditions Jean-Jacques Pauvert, 1977
- Rougeâtre, Éditions Jean-Jacques Pauvert, 1978
- Maternité, Éditions Stock, 1979
- Landes, Éditions Stock, 1980
- Crépusculaires, Éditions Ramsay, 1981
- Les Surfaces de l'orage, 1982, Éditions Ramsay, 1982
- La Vallée incarnate, Éditions Flammarion, 1984
- Elwina, le roman fée, Éditions Flammarion, 1985
- Fées de toujours (con Jinane Chawaf), Éditions Plon, 1987
- L'Intérieur des heures, Éditions des femmes, 1987
- Rédemption, Éditions Flammarion, 1988
- L'Éclaircie, Éditions Flammarion, 1990
- Vers la lumière, Éditions des femmes, 1994
- Le Manteau noir, Éditions Flammarion, 1998, ristampato da Editions des Femmes, 2010 col titolo Je suis née
- Issa, Éditions Flammarion, 1999
- Collo pseudonimo Marie de la Montluel : Mélusine des détritus, Éditions du Rocher, 2002
- L'Ombre, Éditions du Rocher, 2004
- La Sanction, Éditions des Femmes, 2004
- Sable noir, Éditions du Rocher, 2005
- Infra- monde, Éditions des Femmes, 2005
- Les Obscures, Éditions des Femmes, 2008
- Je suis née, Éditions des Femmes, 2010, riedizione aummentata di "Le Manteau noir"
- Syria, le désert d'une passion, Éditions Ixcea, 2012
- Délivrance brisée, Éditions de la Grande Ourse, 2013
- Ne quitte pas les vivants, Éditions Des femmes - Antoinette Fouque, 2015
- L'inconnue du désir, 2017, Éditions de la Grande Ourse

Saggi
- Le Corps et le Verbe, la langue en sens inverse (essai), Presses de la Renaissance, 1992
- L'Érotique des mots, con Régine Deforges, Éditions du Rocher, 2004
- L'Identité inachevée con Adonis, 2004, Editions du Rocher